# Opilio suchalinus
Opilio suchalinus is een hooiwagen uit de familie echte hooiwagens (Phalangiidae).